# Amt Jork
Das Amt Jork war ein historisches Verwaltungsgebiet des Königreichs Hannover bzw. der preußischen Provinz Hannover.

## Geschichte
Das Amt entstand im Zuge der Verwaltungsreform von 1852 durch die Vereinigung des aufgehobenen Gräfengerichts Altes Land mit Teilen des früheren Amts Stade-Agathenburg und der ehemaligen Patrimonialgerichte Bergfried, Francop, Hove-Leeswig, Nincop, Rübke und des Bützflethschen Teils des Gräfengerichts Landes Kehdingen zu Wischhafen. Ab 1867 bildete es zusammen mit dem Amt Freiburg/Elbe den (Steuer-)Kreis Stader Marschkreis. 1885 wurde es in die Kreisverfassung überführt.

## Amtmänner
- 1852–1885: Adolph Ludwig Theodor Meyer, Amtmann, an 1865 Oberamtmann